# Centaurea pentadactyli
Centaurea pentadactyli — вид квіткових рослин родини айстрових (Asteraceae). Ендемік півдня Італії.